# كريستيان واتفورد
كريستيان واتفورد (بالإنجليزية: Christian Watford)‏ مواليد 28 أبريل 1991 في برمنغهام، هو لاعب كرة سلة أمريكي. بدأ مسيرته الاحترافية في سنة 2013. يلعب في دوري الرابطة الوطنية لفئة التطوير. يحمل الرقم 5. يبلغ طوله 6 قدم 9 بوصة (2.1 م). لعب كرة السلة الجامعية في جامعة إنديانا. لعب مع مين ريد كلوز وفورت واين ماد أنتس.

## روابط خارجية
- كريستيان واتفورد على موقع سبورتس رفرنس (الإنجليزية)
- كريستيان واتفورد على موقع كرة السلة الأوروبية.كوم (الإنجليزية)
- كريستيان واتفورد على موقع DraftExpress.com (الإنجليزية)
- كريستيان واتفورد على موقع إي إس بي إن.كوم (الإنجليزية)
- كريستيان واتفورد على موقع كلية كرة السلة في سبورتس رفرنس.كوم (الإنجليزية)
- كريستيان واتفورد على موقع ريلجم (الإنجليزية)
- كريستيان واتفورد على موقع بروبوليرز (الإنجليزية)
- كريستيان واتفورد على موقع سبورتس رفرنس (الإنجليزية)